# Oscar Zügel

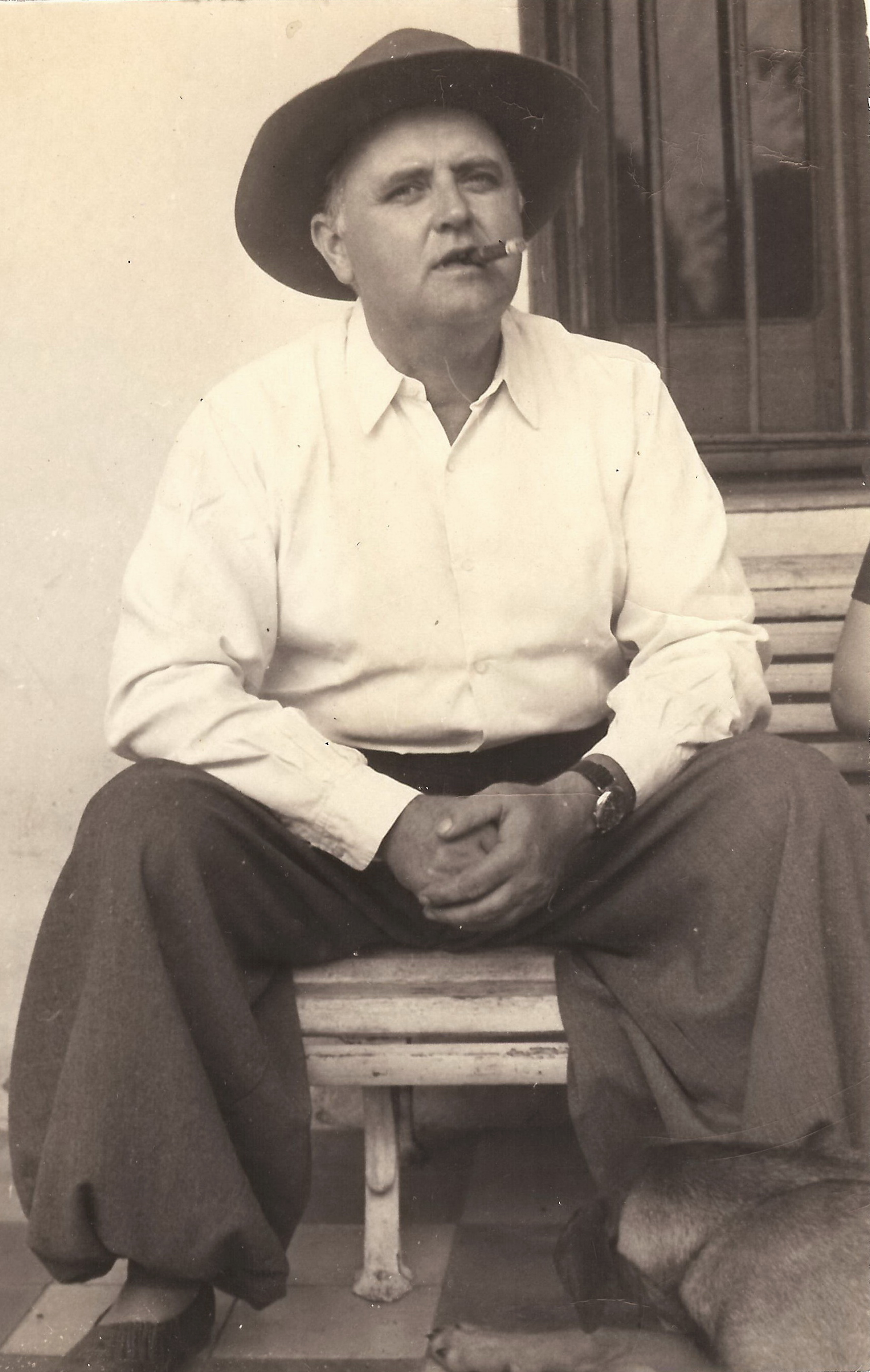
Oscar Zügel, Argentinien 1941

Oscar Zügel (* 18. Oktober 1892 in Murrhardt; † 5. März 1968 in Tossa de Mar in Spanien) war ein deutscher Maler und Gegner des NS-Regimes und Faschismus. Seine Werke werden unter anderem der Neuen Sachlichkeit zugerechnet. Oscar Zügel war ein Großneffe des Murrhardter Impressionisten Heinrich von Zügel.

## Leben
Oscar Zügel wurde als Sohn des Stadtschultheißen Heinrich Zügel in Murrhardt geboren. Zügel schloss zunächst auf elterlichen Wunsch eine Schreinerlehre ab, begann jedoch zeitgleich, ermutigt von seinem Großonkel Heinrich von Zügel, mit Zeichnen und Malen.
Oscar Zügel begann 1914 eine Ausbildung an der Kunstgewerbeschule Stuttgart, wo Bernhard Pankok sein Lehrer war. Unterbrochen von seiner Soldatenzeit setzte er von 1919 bis 1922 seine Ausbildung an der Kunstakademie Stuttgart fort. Anschließend arbeitete Zügel als freier Künstler in Stuttgart. Sein Werk entwickelte sich stilistisch von der Neuen Sachlichkeit hin zu abstrakteren Malweisen inspiriert von Kubismus und Futurismus mit zunehmend zeitkritischen Bildthemen. Ab 1923 stellte Zügel seine Werke regelmäßig in den Ausstellungen der neu gegründeten Künstlergruppe Stuttgarter Sezession aus. In demselben Jahr heiratete er die Künstlerin Margarita Fröhling und gründete mit ihr eine Familie. Aus den 1920er Jahren sind im Nachlass hauptsächlich Porträts im Stil der Neuen Sachlichkeit erhalten, aber auch einzelne Landschaften. Die erhaltenen Werke und Fotografien zeigen sein engstes Umfeld oder sind von gemeinsamen Reisen inspiriert.
In den 1930er Jahren bewegte sich Zügel in einem künstlerischen Umfeld rund um Willi Baumeister, Fernand Léger und Oskar Schlemmer und machte sich als Künstler einen Namen. 1932 lernte er Josef und Anni Albers beim gemeinsamen Urlaub auf der Insel Hiddensee kennen, wovon Albers seinem Künstlerkollegen Wassily Kandinsky wenige Tage später in einem Brief berichtete. Zügel und das Ehepaar Albers verband bis zu seinem Tod eine Freundschaft, die im Nachlass beider Künstler nachvollziehbar ist.

## Nationalsozialismus
Dem aufkeimenden Nationalsozialismus stand Zügel schon früh kritisch gegenüber. Es sind zahlreiche Geschichten über die Gründe für seine Emigration im Juli 1934 überliefert. So wurde beispielsweise 1933 die Ausstellung „Zeichen und Bilder“ mit mindestens einem Gemälde Oscar Zügels im Essener Museum Folkwang geschlossen. Über die Ausstellung, an der zeitgenössische Künstler wie El Lissitzky teilnahmen, wurde zuletzt am 5. März 1933 in einer Zeitung berichtet. Danach verlor sich die Spur, stattdessen dominierten völkisch-nationalsozialistisch ausgerichtete Ausstellungen die Kulturlandschaft. Wenige Monate später übernahm Klaus Graf von Baudissin die Direktion des Museum Folkwang. Dieser hatte zuvor bereits eine diffamierende Schandausstellung in Stuttgart organisiert und war in den folgenden Jahren maßgeblich an der Aktion „Entartete Kunst“ beteiligt. In mehreren Briefen berichtete Zügel über das zerstörerische Treiben Baudissins, die beiden kannten sich noch aus Stuttgarter Jahren persönlich. Der Künstler folgte 1934 seiner Haltung, sich nicht mit dem nationalsozialistischen Regime arrangieren zu wollen und verließ Deutschland.

## Emigrationen
Die zunehmende Einschränkung der Kunstfreiheit durch die Nationalsozialisten und seine Haltung gegen die nationalsozialistische Ideologie veranlassten Zügel am 25. Juli 1934 zur Emigration ins spanische Tossa de Mar. Der kleine Küstenort an der Costa Brava war schon seit vielen Jahren ein Anziehungspunkt für zahlreiche Künstler der europäischen Moderne. Mit Zunahme des nationalsozialistischen Terrors suchten immer mehr Intellektuelle und politische Antifaschisten in Tossa Zuflucht. Zügel erlebte trotz der neuen Lebensumstände im geistigen Austausch mit Künstler wie André Masson eine künstlerische Blütezeit und schuf seine wohl zeitkritischsten Werke – eine persönliche Abrechnung mit dem NS-Regime und dem europäischen Faschismus. Seine Briefe an befreundete Künstler in Deutschland strotzten vor Spott und Häme über Adolf Hitler und die nationalsozialistische Ideologie. 1935 kam der mit Zügel befreundete jüdische Rechtsanwalt und Schriftsteller Fred Uhlman für einige Zeit bei ihm unter, bevor Uhlman nach London emigrierte. Die Journalistin Nancy Johnstone beschreibt das Leben in Tossa und die Kämpfe rund um den spanischen Bürgerkrieg in ihren Büchern „Hotel in Spain“ und „Hotel in Flight“, in denen auch Oscar Zügel als Protagonist auftaucht.
Im Juli 1936 begann unter der Führung des faschistischen Generals Francisco Franco ein Putsch gegen die damalige linke und republikanische Volksfrontregierung, der Spanien in einen Bürgerkrieg stürzte. Zügel, der sich mittlerweile in Tossa de Mar eingelebt hatte, musste erneut eine neue Heimat finden. Ende 1936 verließ er mitsamt seiner Familie das Land und machte sich im Juli 1937 nach mehreren Zwischenstationen in der Schweiz und Deutschland auf den Weg nach Argentinien. Im argentinischen Sarmiento besaß die Familie Margarita Zügels mehrere Hundert Hektar Land einer deutschen Siedlerkolonie, auf die das Ehepaar zurückgreifen konnte. In den folgenden 13 Jahren arbeitete Zügel hauptsächlich als Farmer. Daneben schuf er zahlreiche Aquarelle und Zeichnungen, Gemälde sind aus dieser Zeit nicht bekannt. Trotz der Entfernung verfolgte Zügel das Geschehen in Europa und setzte sich in seinen Bildern und Briefen mit dem Krieg, der Verfolgung und Ermordung von Freunden in Deutschland und dem sich ausbreitenden Faschismus in Argentinien auseinander.
Aus Argentinien kehrte er 1950 ins spanische Exil zurück, wo er sich wieder ganz der Malerei widmen konnte. Sein Haus fand er jedoch teilweise geplündert vor – einige seiner Bilder konnten allerdings von einheimischen Fischern gerettet werden.
Nur wenige seiner zwischen 1934 und 1936 entstandenen Werke aus seiner ersten Zeit in Spanien haben die Kriegswirren überstanden. Trotz der vielen einschneidenden Erlebnisse der letzten Jahre und des immer noch vorherrschenden Faschismus in Spanien widmete sich Oscar Zügel ab 1950 vollkommen seinem künstlerischen Schaffen. Mit seinem Tod 1968 hinterließ er ein sehr umfangreiches Spätwerk.

## Nachlass
Durch einen Ankauf des Kunstsammlers Dr. Gerhard Schneider wurde das Zentrum für verfolgte Künste erstmals auf Werk und Schicksal Oscar Zügels aufmerksam. Ein Teil des Nachlasses konnte 2017 durch Mittel der Beauftragten der Bundesregierung für Kultur und Medien nach Beschluss des Deutschen Bundestages angekauft werden. Im Kunstnachlass befinden sich 230 Gemälde und mehrere Tausend Zeichnungen. Das aus über 350 Aktenordnern bestehende, sogenannte „Oscar-Zügel-Archiv“ gelangte im Jahr 2018 durch die testamentarische Verfügung der Tochter Katia Zügel nach Solingen, die über mehrere Jahrzehnte dem Erbe ihres Vaters gewidmet hat.

## Ausstellungen
Folgend sind hier Ausstellungen ab 1923 aufgezählt:
- 1923: Gruppenausstellung der Stuttgarter Sezession
- 1924: Gruppenausstellung der Stuttgarter Sezession
- 1926: Gruppenausstellung der Stuttgarter Sezession
- 1929: Gruppenausstellung der Stuttgarter Sezession
- 1933: Gruppenausstellung „Zeichen und Bilder“, Museum Folkwang, Essen
- 1977: Gedächtnisausstellung in Tossa de Mar
- 1980/81: Retrospektive in Murrhardt und der Galerie der Stadt Stuttgart
- 1984: Einzelausstellung im Geno-Haus, Stuttgart
- 1987: Gruppenausstellung „Stuttgarter Sezession 1923-32, 1947“, Städtische Galerie Böblingen und Galerie Schlichtenmeier, Grafenau
- 1988: Einzelausstellung in Tossa de Mar
- 1992: Retrospektive der Stadt Balingen
- 2014: Ausstellung im Kunstmuseum Solingen (heute: Zentrum für verfolgte Künste)
- 2018: Ausstellung „... nach dem nördlichen Eismeer zu sehe ich noch eine kleine Tür.“ / Schiffswege von Künstlern und Literaten ins Exil (1933–1941)", Kunstmuseum Ahrenshoop
- 2022: Ausstellung „Ansichtssache[n] – Der Künstler Oscar Zügel und sein Nachlass“, Zentrum für verfolgte Künste Solingen